# Inferno
per me si va ne l'etterno dolore,

per me si va tra la perduta gente.»
(Dante Alighieri, Divina Commedia, Inferno, canto III, vv. 1-3)

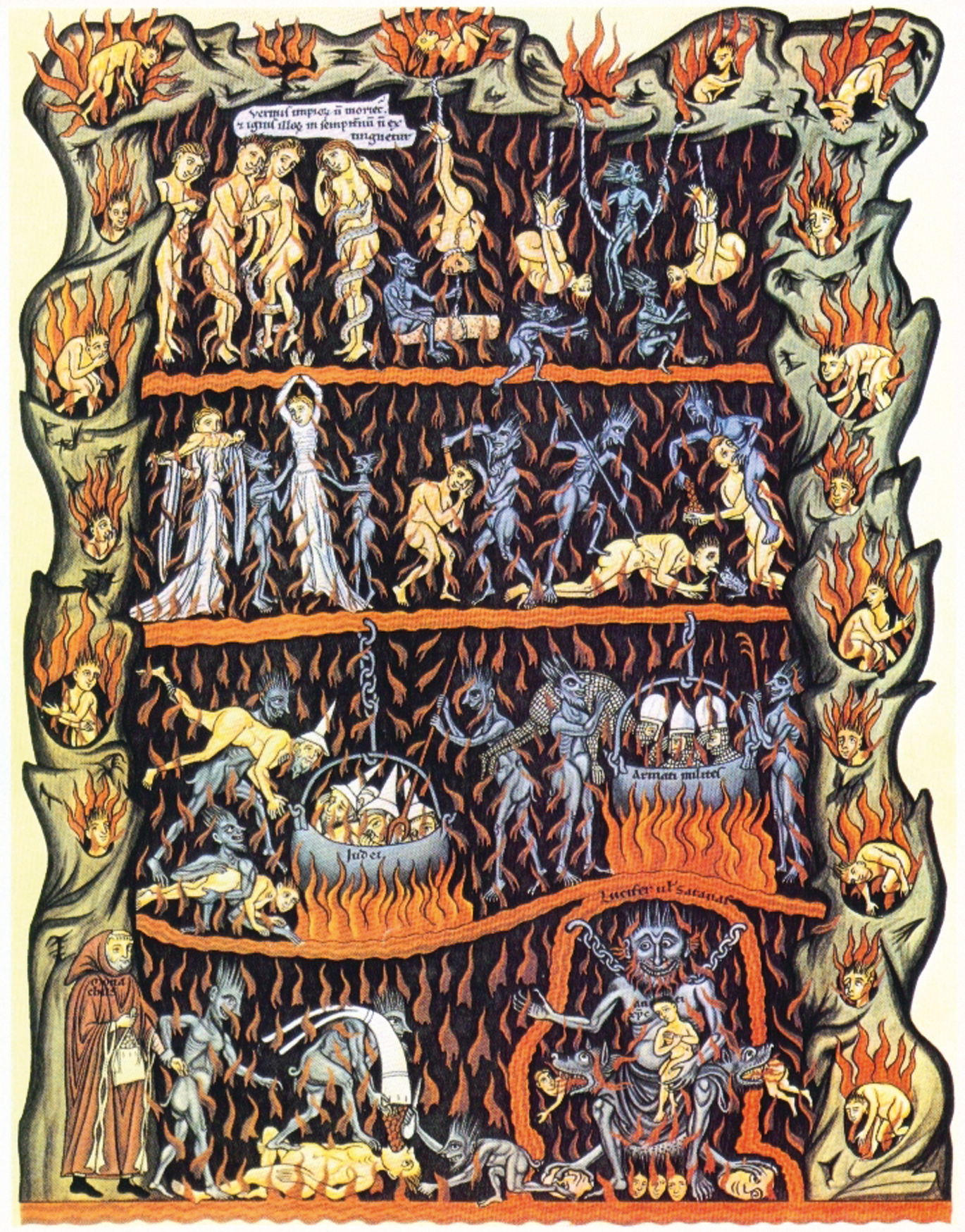
Rappresentazione dell'inferno in una miniatura dell'Hortus Deliciarum di Herrad von Landsberg, 1180 circa

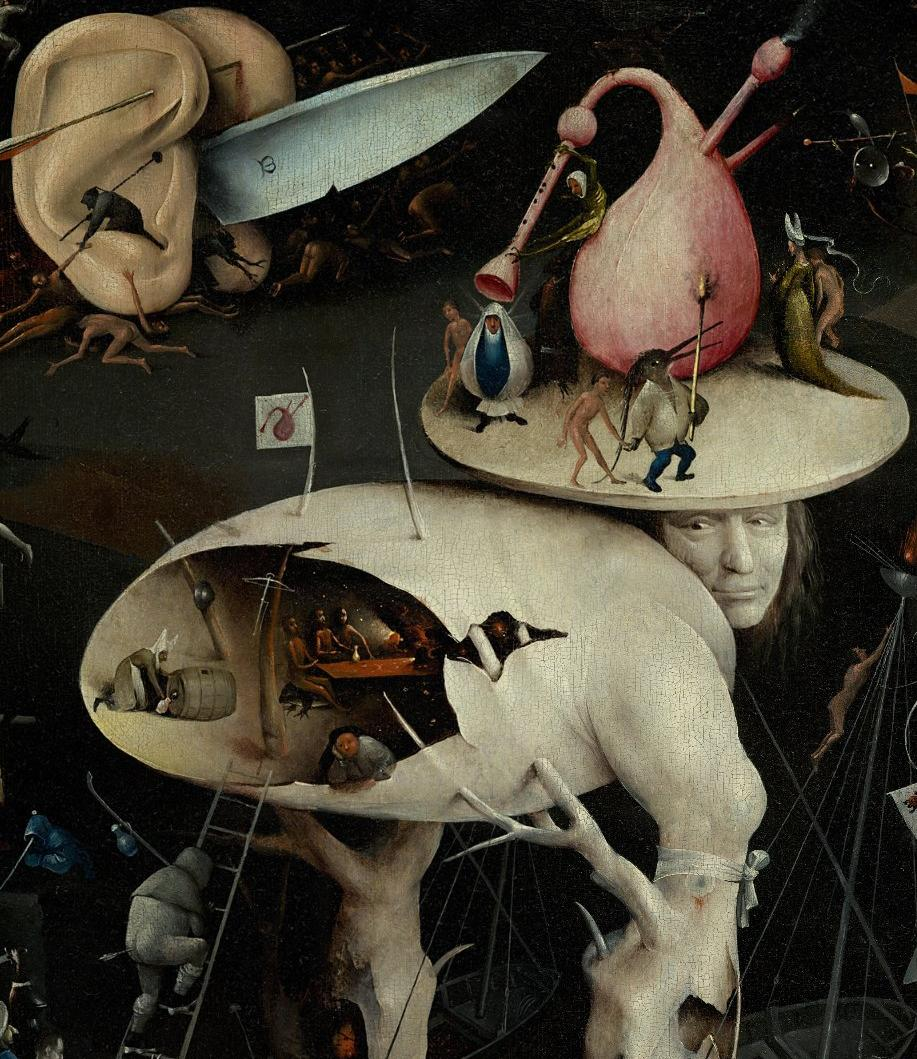
Rappresentazione dell'inferno in un particolare del Trittico del Giardino delle delizie di Hieronymus Bosch, 1480-1490 circa, Museo del Prado di Madrid

L'Inferno è, in molte religioni, un luogo di punizione e di disperazione che attende, dopo la morte, le anime che hanno scelto in vita di compiere il male.

## Etimologia
Il termine "inferno" deriva dal latino infernus, variazione di inferus (letteralmente "luogo di sotto", "luogo in basso", da infer, ovvero "sotto"); Termini con un significato analogo a Infernus e inferus in altre lingue sono adharah in sanscrito, aoara- in avestico, tmdar in gotico, ulltar e untari in astruriano, tutti risalenti al termine indo-europeo "NDHEROS".
La presenza della f, presente solo nel latino e nei termini da questo direttamente derivati, è probabilmente per influenza dialettale osca, dalla quale i Romani ereditavano la credenza che l'entrata nell'"inferus" (qui inteso come il mondo di "sotto", dove "sono" i morti) si collocasse nei pressi di Cuma.
Il termine "Inferno" viene tuttavia comunemente relazionato alla nozione propria di alcune religioni, come le religioni abramitiche, ovvero al luogo di "punizione" e di "disperazione". Diversamente, il termine "inferi" indica comunemente quel luogo, come l'Ade greco, dove si collocano le ombre dei morti.

## Presenza culturale
L'Inferno è un concetto presente in un gran numero di culture. È solitamente identificato con un mondo oscuro e sotterraneo, collegato all'operato del Dio e della creatura superiore che ha originariamente introdotto nella Creazione l'errore, la menzogna, il peccato, e, in definitiva, il principio distruttivo dell'ordine delle cose; tale creatura superiore si identifica nel diavolo, nella divinità del male o nell'ebraico/cristiano Satana, a seconda delle culture.
In tal senso il concetto di tentatore, o demonio, e il concetto stesso di male sono intrinsecamente legati. Il tentatore della religione cristiana, o divinità negativa, solitamente genera, con il suo operato, tanto l'Inferno, quanto le condizioni che vi trascinano i viventi abbruttendo le loro scelte morali.
Tuttavia, le divinità malvagie erano viste nei culti antichi in modo duplice: come potenti e terribili, ma in certa misura come positive, in quanto la loro potenza era invincibile se si fosse riusciti ad ingraziarsele; dunque erano anche venerabili e potenzialmente propizie. D'altro canto, queste divinità erano distruttive e demoniache perché il loro operato era imprevedibile e caotico, la loro intelligenza insondabile e sottile, e la loro sensibilità difficile a gestirsi, poiché era facilissimo offenderle e scatenare la loro vendetta.
Con il passare dei secoli, si nota una sempre più netta distinzione tra principio divino positivo, costruttivo e misericordioso, e il principio demoniaco, negativo, distruttivo e, quasi sempre, ingannatore. Questa impostazione è fondamentale nelle religioni monoteiste di derivazione Accadico-Semitica (Ebraismo, Cristianesimo e Islam) che sono oggi le più diffuse e professate. Nelle religioni delle origini mediorientali (Babilonesi, Accadici, Semiti, Greci e Fenici) il Chaos, demonio o principe degli inferi, è l'unico vivente prima della nascita degli dei, che dal caos si originano e si coalizzano per contenerlo nei limiti dell'ordine (cosmos).
Viceversa nell'evoluzione successiva, l'origine delle cose è inanimata (In origine era il nulla) e gli viene data razionalità, senso e dunque vita da un Dio buono. Il male è una creatura superiore all'uomo che si è pervertita. Nella sua superiorità è dunque pericolosissima, ma in quanto creatura e non divinità non è imbattibile a chi abbia il favore di Dio accanto.
Va notato come siano considerati maligni e infernali, in linea generale, tutti i comportamenti che pervertono l'ordine verso il caos e impediscono, quantomeno ad un primo esame morale, lo svilupparsi della società. In tal senso un comportamento come il furto o l'uccisione viene visto come malvagio in sé stesso, ma positivo se rappresenta la vittoria sul nemico, come nelle Crociate cristiane, nella Jihād islamica e in altre culture ancora.

## Religioni vicino-orientali

### Mesopotamia
Le religioni monoteiste, che oggi sono le più professate al mondo, affondano le loro radici negli antichi culti mesopotamici.
I reperti decifrati risalgono a circa 3.000 anni fa e raccontano la nascita del mondo, delle cose, degli dèi e della lotta tra bene e male in modo estremamente vicino a quello che è familiare a chi professa l'Ebraismo, il Cristianesimo e l'Islam.
Una leggenda, riprodotta su una piccola serie di sette tavolette, narra che all'inizio dei tempi vi era la dea Tiamtu o Tiamat (che significa "abisso", "profondità"), raffigurata come il serpente mostruoso, possente e maligno, che spazza il mare ed abita la notte. Tiamtu genera una stirpe di creature mostruose. Curiosamente Tiamtu viene vista sia come la generatrice del male e del caos, quanto la grande madre, origine di ogni cosa e degli stessi dèi. Tiamtu viene sfidata e vinta da Marduk, il dio del Sole. Questi sconfigge le orde mostruose di Tiamtu formate da spiriti maligni e dragoni, che oscurano con la loro presenza la Luna. Questa stessa figura simbolica si ritrova nell'Apocalisse di San Giovanni, dove Maria secondo il cattolicesimo, l'organizzazione di Dio, secondo altre fonti, insidiata dal Dragone Satana, ha sotto i suoi piedi la luna ed una corona di stelle in capo. Infine, per assicurare che il creato possa prevalere sul caos di Tiamtu, Marduk o Bēl chiede agli dèi di tagliargli la testa, perché il suo sangue si mischi al suolo della terra e crei la stirpe degli animali che la preserveranno dalla distruzione.
Nello Zoroastrismo, dove è assai più netta la contrapposizione tra bene e male, l'anima del defunto deve passare sopra il cinvato pertush, il ponte di colui che dà il rendiconto, che si stende tra il picco del Giudizio e il sacro monte Alborz, e su questo ponte sarà deciso il suo destino: esso, infatti, si stende sull'abisso degli inferi e si allarga distendendosi ampio quanto 9 giavellotti per i buoni, ma si riduce alla lama come di un rasoio per i malvagi. Caduti nell'abisso, si ritrovano condannati all'Inferno nelle mani di Ahriman, il malefico mentitore.
In tutti questi casi l'Inferno è un luogo sotterraneo, buio, abitato da creature mostruose, sorde ad ogni ragionevolezza e ad ogni bene così come è umanamente concepibile.

### Antico Egitto
Nei culti egizi antichi l'Inferno è Imentet, ha una valenza duplice e duplice è il ruolo del dio malvagio Seth. Da un lato è il luogo di soggiorno delle anime vuote, malvagie. Dall'altro è la sede di creature primordiali e mostruose, prima fra tutte Apep, serpente gigantesco che attacca Ra, per spegnere il Sole e impedire che sorga al mattino. Il ruolo della divinità malefica e distruttrice del male è condiviso da figure molto diverse tra loro. Alle creature caotiche e mostruose di Amenti, il mondo sotterraneo, si contrappone Seth: il dio "del sole che prosciuga", della sete febbrile che uccide, del tramonto del giorno e della distruzione delle cose.
Seth è il Signore del deserto, adorato dai carovanieri che si spostavano tra un'oasi e l'altra. Seth è una divinità a tutti gli effetti, di pari potere agli altri e che merita adorazione per la sua possanza. Assolve, inoltre, anche compiti fondamentali: è il dio della guerra e della forza bruta, che insegna ad asservire nella lotta violenta per vincere in battaglia e trovare l'onore.
Alla morte, la persona passa l'orizzonte occidentale e scende, attraverso Atmu, nell'Amenti, il mondo sotterraneo. La salvezza della sua anima dipende dalla preservazione del suo "doppio" o "altro è", che risiede nella mummia o in una statua del suo corpo. Per frustrare i tentativi di distruzione e di consunzione di Seth e della sua corte, vengono recitate formule magiche propiziatorie per ingraziarsi il Dio oscuro e vengono inseriti nella tomba cibi e bevande.
Tuttavia l'anima per salvarsi deve anche aver condotto una vita giusta e devota. Il suo cuore viene pesato nella Sala della Verità per vedere se sia pesante o leggero, mentre il morto dichiara alle divinità: "Non commisi del male, non commisi violenza, non tormentai alcun cuore, non rubai, né feci che qualcuno fosse ucciso col tradimento. Non ridussi i sacrifici, non ferii, non dichiarai il falso né feci piangere alcuno, non mi masturbai né fornicai. Non peccai, o commisi perfidie, non danneggiai la terra coltivata, non fui l'accusatore di alcuno, non mi infuriai senza una buona ragione, non fui sordo alla parola della verità. Non compii stregonerie, né fui blasfemo, non feci che il servo fosse maltrattato dal suo padrone, né rifiutai con odio Dio dal mio cuore".
Il cuore è posto sul piatto di una bilancia, e, nel caso sia più pesante della piuma che è posta sull'altro piatto, sarà dato in pasto ad Ammit, (la divoratrice) creatura mostruosa di Amenti, oppure sarà reincarnato in un maiale e rispedito nel suo mondo. Tale rituale mistico è detto "psicostasia", cioè 'pesatura dell'anima'. Tuttavia anche nell'inferno Seth ha una valenza duplice rispetto al concetto di bene e male, perché se da un lato è il Dio della distruzione e della consunzione del duplice della persona morta, dall'altro è uno degli dèi che protegge la barca di Ra che, nottetempo, transita negli inferi per risorgere nuovamente il mattino dopo. Ra viene attaccato da Apep, il serpente gigantesco e mostruoso e Seth lo difende, gettando al collo del mostro una catena di ferro, che gli fa rigettare ciò che ha inghiottito nella sua fame mostruosa. Le rare volte in cui non vince, si ha un'eclissi di Sole. Con il passare del tempo il culto di Seth diminuisce, ed egli diviene una divinità minore, realmente crudele e malvagia, che slitterà poi, con la tradizione cristiana, nella figura di Satana.

### Ebraismo
Nell'ottica ebraica tanto l'Inferno quanto il demonio stesso acquisiscono i nomi ed alcuni tratti caratteristici dei culti dei popoli nemici vicini, i peccatori per eccellenza e traditori della chiamata del Dio di Abramo, che si macchiano dei peggiori crimini. Così il demonio assume anche il nome di Belzebù, una divinità Fenicia, e Hinnom (cioè la Gehenna) diviene il nome dell'Inferno al posto di Sheol, il "posto dei morti sottoterra". il Ge-Hinnom (ebraico: גֵי־הִנֹּם, ghe-hinnom) era il nome della valle in cui, secondo la narrazione biblica, veniva adorato il Moloch, il cui idolo era di bronzo e ospitava una fornace ardente dove venivano gettate le vittime, solitamente giovani, a guisa di sacrifici umani.
L'Inferno passa dunque da semplice luogo "sotterraneo" a fornace ardente dove i malvagi soffrono bruciando, a causa della presenza corruttrice di una creatura tentatrice, inconcepibilmente e gratuitamente malvagia: un'immagine che ritroviamo successivamente nel culto cristiano.
Nel Ghehinnom sono presenti sette livelli in cui vengono puniti sette tipi di peccatori con un fuoco alimentato dalla loro cattiva inclinazione; l'angelo incaricato delle punizioni assieme ad altre migliaia di angeli distruttori è Dumah.

## Mondo classico

### Etruschi e civiltà prelatine
Gli dei nemici dell'uomo erano Vetisl e Velkans; il demone Charun allontanava l'anima dei morti dal corpo con un colpo di martello. L'intero ciclo della vita umana era ordinato secondo la cosiddetta " disciplina etrusca " , che codificava, in dieci ere del mondo precise strutture di spazio e di tempo. Al centro di questa dottrina si collocano la morte dell'uomo e la rappresentazione di una vita ultraterrena nella gioia celeste o nel tormento infernale.

### Greci e Romani

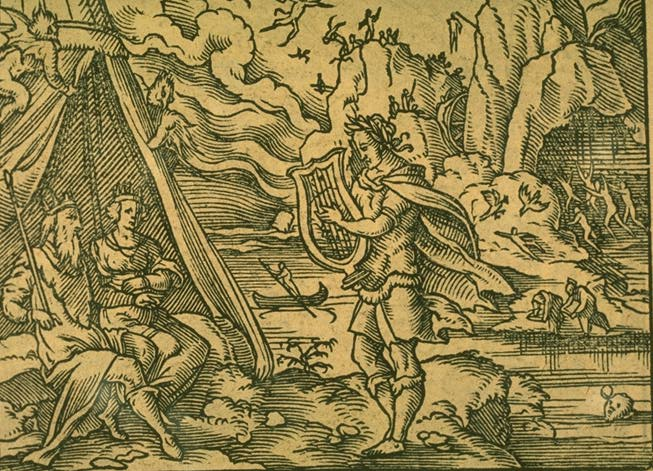
Orfeo sceso agli Inferi canta al cospetto di Ade e Proserpina, incisione di Virgil Solis per Le metamorfosi di Ovidio, XVI secolo.

Nella civiltà greca, ed in seguito quella romana, non compare tanto il termine "Inferno", quanto il termine "Inferi", per indicare il sotterraneo "regno dei morti", il cui re è il dio Ade (Plutone o Dite per i Romani) e la cui regina è Persefone (Proserpina per i Romani).
Ade come denominazione di "regno degli Inferi", in realtà, è solo una trasposizione che identifica tale regno col suo stesso re e signore.
Il regno dei morti greco/latino era, al contrario di quello ebraico e cristiano, un vero e proprio luogo fisico, al quale si poteva persino accedere in terra da alcuni luoghi impervi, difficilmente raggiungibili o comunque segreti e inaccessibili ai mortali; nella tradizione greca, per esempio, uno degli ingressi all'Ade si trovava nel paese dei Cimmeri, che si trovava al confine crepuscolare dell'Oceano, e proprio in questa regione remota Odisseo dovette recarsi per discendere all'Ade ed incontrare l'ombra dell'indovino Tiresia; nella tradizione romana, invece, uno degli ingressi infernali si trovava vicino al lago dell'Averno, che poi divenne il nome del regno infernale stesso, dal quale Enea discese insieme alla Sibilla cumana.
Per quanto riguarda la geografia e la topografia degli Inferi, Omero (nell'Odissea) non gli dà un carattere di vero e proprio "regno" esteso, ma lo descrive solamente come una sfera fisica oscura e misteriosa, perlopiù preclusa ai viventi, dove soggiornano in eterno le ombre (e non le anime) di tutti gli uomini, senza apparente distinzione tra ombre buone ed ombre malvagie, e senza nemmeno un'assegnazione di pena o di premio in base ai meriti terreni. Solo in seguito si formò l'idea dei Campi Elisi, ovvero il luminoso luogo ove soggiornano in eterno le anime pie e virtuose, senza gioia né tristezza, e l'idea del Tartaro, cioè il tenebroso e terribile luogo dove in eterno vengono punite le anime dei malvagi; celebri pene del Tartaro sono quelle di Sisifo e di Tantalo.
Con Virgilio, poi, che nell'Eneide narra la discesa di Enea agli Inferi, la topografia infernale raggiunge la sua massima espressione, nonché estensione: anche il poeta latino divide gli Inferi tra Tartaro e Campi Elisi, ma aggiunge il "vestibolo" (Antinferno), l'atrio infero popolato da mostri e demoni vari, e, recuperando la tradizione greco-latina, nomina i fiumi infernali, cioè Stige, Acheronte, Flegetonte, Lete e Cocito. Inoltre, è sua invenzione poetica la "città di Dite", ovvero la città del re degli Inferi (Dite, appunto) che verrà ripresa nella Divina Commedia da Dante Alighieri come la città del re dell'Inferno, cioè Lucifero.
Le pene del Tartaro o il premio dei Campi Elisi non erano decisi dagli dèi, bensì da tre giudici infernali Minosse, Radamanto (fratello di Minosse) ed Eaco, che, in base alla condotta morale tenuta in vita dell'ombra, le assegnavano la propria dimora eterna. Per raggiungere il luogo dove i giudici emettevano il verdetto bisognava entrare dall'ingresso guardato da Cerbero poi raggiungere il fiume Acheronte e pagare Caronte per essere traghettati dall'altra parte.

## Cristianesimo

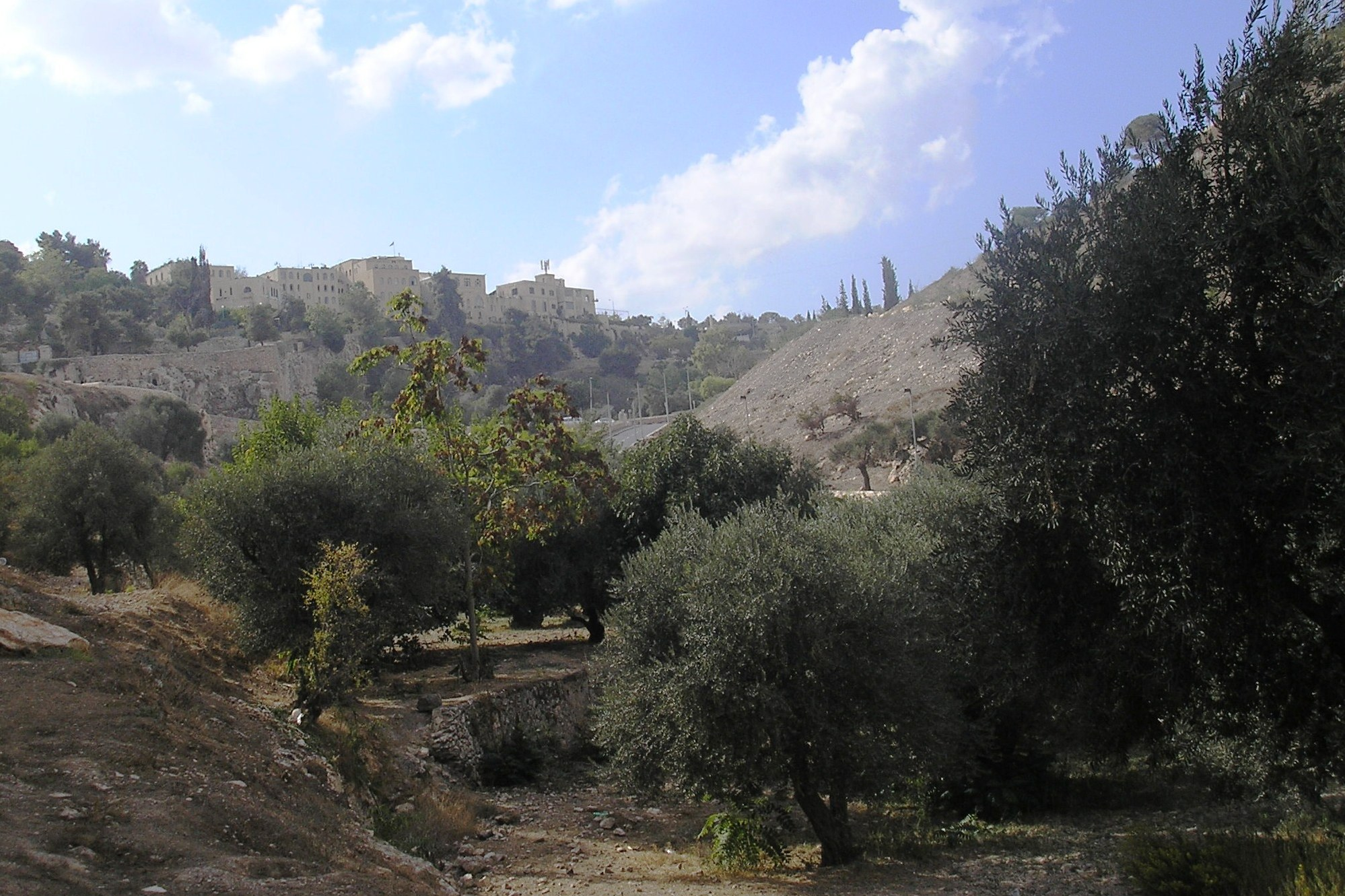
"Inferno": Gehenna, 2007

### Nell'Antico Testamento
- Seol[6]: Genesi 37:35, 42:38, 44:29, 44:31, ecc.
- Hinnom[7]: Geremia 19:6, ecc.

Originariamente, gli ebrei non concepivano l'uomo dotato di un'anima immortale, e pertanto non credevano in un'idea di tormento post-mortem.

Una prova di ciò é presente in Qoelet (Ecclesiaste), che ai versi 3,19-20, afferma:
I termini "Seol" e "Hinnom" sarebbero quindi più propriamente traducibili rispettivamente come "sottosuolo" (nel senso di dimora dei morti) e "luogo di distruzione".
Nella Septuaginta (la traduzione ebraica dell'Antico Testamento in greco) Seol divenne Ades, Hinnom divenne Geenna.

### Nel Nuovo Testamento
Il concetto di "Inferno" deducibile da varie parabole e discorsi di Gesù, tra cui ricordiamo, dal Vangelo di Matteo e di Marco: 
(Mt, 8,11-12)
(Mt, 13,41-42)
(Mc, 9,43)
 ed ancora 
(Mc, 9,47-48)
(Mt, 25,41)
Ci sono molti altri riferimenti (anche in "Luca" e in "Giovanni"), ad un luogo di sofferenza destinato ai peccatori.
Nel testo greco i due principali termini sovente associati con i tradotti come "l'Inferno" sono Ades (la tomba, Seol) e Geenna (fuoco, Valle di Hinnom).
- Ades[8]: Vangelo di Matteo 11:23 16:18. Vangelo di Luca 10:15. Atti degli Apostoli 2:27,31. Prima lettera ai Corinzi 15:55. Apocalisse di Giovanni 1:18 6:8 20:13,14
- Geenna[9]: Vangelo di Matteo 5:22,29,30, 10:28, 18:9, 23:15,33. Vangelo di Marco 9:43,45,47, Luca 12:5 Lettera di Giacomo 3:6.

#### Ade
Il termine greco "Ade", così come usato nel Nuovo Testamento, è equivalente al termine ebraico "Sheol", e similmente a quest'ultimo indicava il sottosuolo, la dimora generica di tutti i morti; gli ebrei infatti non concepivano l'uomo dotato di un'anima immortale (Genesi 3:17-19; Ecclesiaste 9:5,10; Salmo 146:4; Ezechiele 18:4). Ciò è confermato dal fatto che gli autori dei libri che compongono il Nuovo Testamento, nel citare brani dell'Antico Testamento in cui è presente la parola Sheol, traducono quest'ultima come "Ade".

#### Geenna
"Geenna" è una contrazione della parola "Gi-Hinnom", il nome proprio di una valle scavata sul Monte Sion in cui i seguaci di Moloch avevano compiuto sacrifici umani, bruciando vivi diversi bambini. Col tempo, il termine era diventato un modo per indicare un qualunque posto caratterizzato da calore eccessivo, disperazione, sofferenza e peccato, anche in chiave ultraterrena. Nei Vangeli, la Geenna è appunto descritta come un luogo di fuoco in cui sarebbero stati relegati gli ingiusti e gli empi, ma non ne è fornita una rappresentazione dettagliata. La lunghezza del tormento non è specificata; non è da escludere che esso fosse da intendere come una pena limitata nel tempo, e che alla fine i dannati sarebbero stati del tutto annientati oppure avrebbero raggiunto la salvezza e sarebbero ascesi nel Regno di Dio.
Pertanto sembra che la moderna concezione di inferno derivi da tradizioni teologiche posteriori e risenta dell'influenza della Divina Commedia di Dante. Cnf. Atti 2:27 con Salmi 16:10 nella versione della Biblia Hebraica Stuttgartensia.
Tuttavia, è da notare che l'idea di un inferno eterno è molto antica e presente nelle prime opere patristiche. Per esempio nel martirio di Policarpo si legge: "Tu minacci il fuoco che brucia per un'ora e dopo poco si spegne e ignori invece il fuoco del giudizio futuro e della pena eterna, riservato agli empi."
Alcuni passaggi del Vangelo di Matteo narrano di uomini empi gettati "nelle tenebre", dove c'é "pianto e stridore di denti"; la maggior parte degli studiosi e dei teologi ritiene che essi siano dei riferimenti alla Gehenna.

#### Il Tartaro
Nella mitologia greca, il Tartaro era zona più profonda dell'Ade, nella quale erano rinchiusi i Titani sconfitti nella Titanomachia e le anime dei peggiori dei peccatori. Nella Seconda Lettera di Pietro, il termine "Tartaro" è usato per descrivere il luogo in cui Dio imprigionò gli angeli ribelli.
(2 Pietro 2:5)

#### L'Abisso
L'Abisso è il luogo in cui il Drago dell'Apocalisse è rinchiuso durante il millennio che precede il giudizio universale.

#### Lo stagno di fuoco e zolfo
L'Apocalisse di Giovanni sostiene che, in seguito al giudizio universale, i peccatori e i nemici di Dio (inclusi il Drago dell'Apocalisse, la Bestia e il Falso profeta) saranno gettati in un lago che arde di fuoco e zolfo.
(Ap, 14,9-10)
(Ap, 19,20)
É fortemente implicato che lo "stagno di fuoco e zolfo" dell'Apocalisse sia proprio la "Geenna" menzionata nei Vangeli.

### Nella teologia cristiana
La dottrina cristiana sul tema infernale riprende quella ebraica e più in genere le figure tipiche delle religioni del Mediterraneo. L'Inferno è un luogo dominato dalle fiamme e dalle tenebre, da cui i dannati possono vedere i santi, i beati e che riposano nella beatitudine del Paradiso e non possono ottenere sollievo alcuno (il cattolicesimo ha introdotto nel Medioevo anche i dogmi relativi al Purgatorio).

Papa Francesco il 25 novembre 2016 ha dichiarato: "L'inferno non è una sala di tortura. Consiste nell'essere lontani per sempre dal Dio che dà la felicità". Le correnti teologiche universaliste (molte delle quali ortodosse), ricollegandosi al concetto di apocatastasi, affermano che non si tratti di una condizione eterna ma limitata nel tempo. I Testimoni di Geova, gli Avventisti del Settimo Giorno e altri congregazioni minori sostengono non esista nemmeno come realtà effettiva, e che i peccatori saranno semplicemente annientati da Dio.. Le altre correnti cristiane sostengono invece si tratti di una condizione reale ed eterna.
Fondamentali sono le riflessioni di Sant'Agostino per il quale il castigo è eterno, ma può variare in intensità in virtù della gravità della colpa, ma anche delle preghiere dei vivi, naturalmente solo nella fase che precedeva il Giudizio Finale. Presto si afferma l'idea del trasferimento nel luogo oltremondano di purificazione o beatitudine. Nel corso del Medioevo nelle visioni dell'al di là un altro dato costante è la credenza in un certo grado di corporeità dell'anima per cui il patimento dei dannati assume tratti di maggiore realismo. Tale idea convive con quella della fede nella resurrezione dei corpi alla fine dei tempi. Per esempio nella Visio Pauli o Apocalisse di Paolo del III secolo sono mostrate anime dannate straziate dall'acqua bollente di un fiume, o uomini e donne divorate da vermi. Punto di partenza di altre visioni infernali sono i Dialoghi di papa Gregorio Magno, un'opera includente varie testimonianze di persone che avrebbero visitato in spirito il mondo dei morti dopo essere caduti in uno stato simile alla morte. In questi testi gregoriani si parla anche di un "ponte del giudizio", luogo di selezione tra buoni e malvagi: i primi lo attraversano felicemente, i secondi invece sono trascinati da una forza invisibile nel fiume fetido, oscuro e puzzolente. Il "ponte del giudizio" è presente anche nella Storia dei Franchi di Gregorio di Tours. Nella Visione di Baronto (scritta in Gallia nella seconda metà del VII secolo) è presente una dettagliata topografia dell'al di là con neri demoni crudeli che straziano i peccatori negli abissi infernali, mentre il paradiso è abitato da beati in vesti bianche che cantano lodi al Creatore.
L'Inferno è pena eterna (Sant'Agostino), è «orrore della morte eterna come morte autentica, contrapponendola a quella puramente fisica (...)» (San Bernardo di Chiaravalle), fino ad arrivare a San Giovanni d'Acquino per cui la dannazione è semplicemente la lontananza da Dio, la privazione della Sua luce divina, e proprio in questo consiste in realtà la pena infernale, al di là dell'immaginario poetico. Scrive Franco Cardini: «San Tommaso d'Acquino insisté sul carattere irremissibile dell'Inferno, dove le sofferenze non inducono i dannati al pentimento, ma, anzi, li radicano nell'odio e dunque nella lontananza da Dio». Infatti, l'anima ha naturale e ardente desiderio di Dio, cioè dell'Infinito, della Verità, della Bellezza e dell'Amore Assoluto; dunque, la privazione "in aeternuum" di tale supremo obiettivo del desiderio umano, condanna l'anima alla propria perenne sofferenza. Secondo Tommaso d'Aquino, l'Inferno non è caratterizzato solo da una pena privativa (la privazione della visione di Dio), ma anche afflittiva. Egli afferma:
(C. G., III, c. 145)
Fra le pene annovera: fuoco, pianto e tenebre per il corpo; odio e invidia per l'anima.
La vicinanza, essere in Dio, da Dio e per Dio, è per l'anima, sul piano oggettivo, la realizzazione della propria essenza originaria, e, su quello soggettivo, la propria felicità; in realtà, questi due "piani", in Dio si sovrappongono, diventando un unico, sommo "piano". Non è Dio a dannare l'anima, dunque, ma è l'anima che si condanna durante la vita, rifiutando stoltamente la Via della salvezza costruita e fondata sul sangue di Cristo. Nella dimensione metafisica dell'eterno, oltre il tempo, non è possibile alcun cambiamento/movimento, e quindi Dio non può salvare le anime dannate, per le quali comunque soffre, in quanto Padre di tutti gli uomini.

### Nella letteratura cristiana

#### Gli "Inferi" secondo Dante

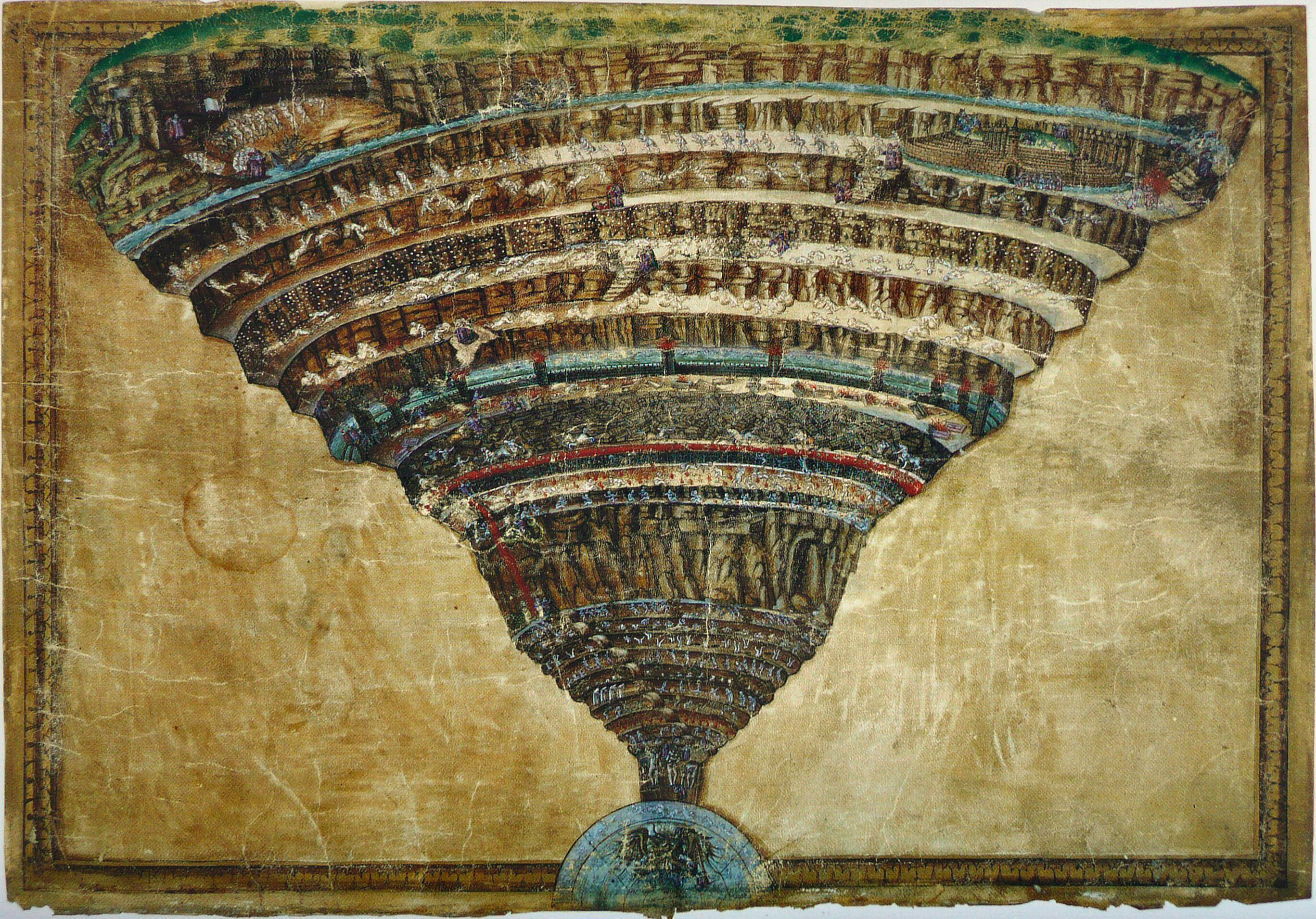
Sandro Botticelli, Mappa dell'Inferno dantesco, penna e inchiostro su pergamena, 1480-1495 ca. Disegni per la Divina Commedia

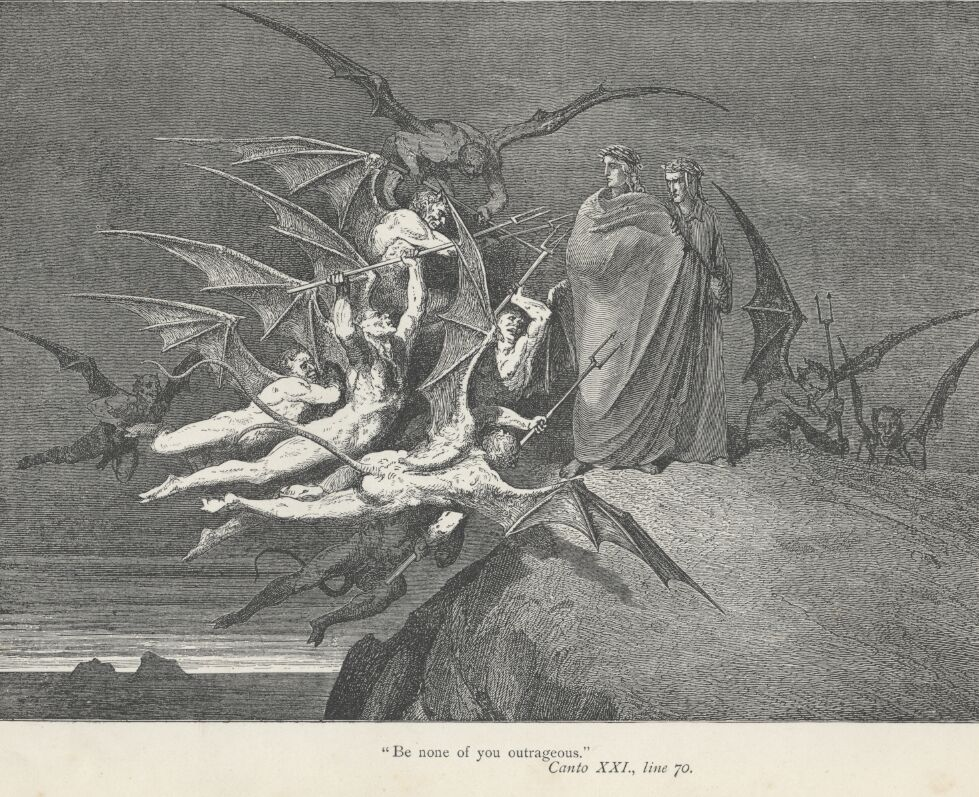
Dante e Virgilio scortati dai diavoli nell'ottavo cerchio, incisione di Gustave Doré per il canto XXI dell'Inferno.

Durante il Medioevo la concezione di "Inferno" è stata esposta, spiegata e mostrata nella prima cantica dell'opera di Dante Alighieri, la "Divina Commedia". Infatti, l'Inferno di Dante è l'espressione di tutta la dottrina teologica e filosofica del Cristianesimo riguardo al luogo di soggiorno degli ingiusti. Dante descrive e narra la "storia" metafisica dell'Inferno: esso è un enorme e profondissimo abisso, scavato da Lucifero (cioè Satana) nella sua caduta dal Cielo, e si troverebbe nel sottosuolo dell'emisfero delle terre emerse. L'Inferno è diviso, secondo Dante, in 9 "cerchi", cioè 9 cornici nei quali vengono scontati diversi peccati. Prima di tali cerchi c'è l'Antinferno, cioè il luogo dove vengono puniti gli ignavi, ovvero le anime di coloro che in vita non si distinsero né per il bene, né per il male, e dunque nemmeno l'Inferno le vuole accettare, tanto furono mediocri ed inutili; il I cerchio, invece, è il Limbo, ovvero il luogo dove risiedono le anime dei bambini non battezzati, le anime di tutti i grandi poeti antichi e pagani (tra cui Omero, Ovidio, Orazio, Lucano e anche Virgilio, la guida di Dante) e gli "spiriti magni", ovvero le anime degli uomini virtuosi che però non credettero in Cristo, o perché vissero prima di Lui, o perché ebbero altra confessione religiosa (tra queste anime vi sono Giulio Cesare, Socrate, Platone, Aristotele e il Saladino). Queste anime, per le loro virtù, sono privilegiate, ed esentate dalla pena infernale, sebbene desiderino sempre Dio e non possano mai vederlo.
Altri 4 Cerchi rappresentano i vizi capitali, ovvero, dal meno grave: lussuria, gola, avarizia (e, insieme, prodigalità), accidia, ira, invidia e superbia (questi ultimi 4 sono puniti in un unico Cerchio).
Il VI Cerchio ospita gli eretici (tra cui gli Epicurei), mentre il VII Cerchio si suddivide in 3 "Gironi", dove vengono puniti tutti i violenti: nel I Girone risiedono i violenti contro il prossimo (omicidi e predoni), nel II Girone i violenti contro sé stessi (suicidi) e nel III i violenti contro Dio e contro Natura (bestemmiatori, sodomiti e usurai).
L'VIII Cerchio, che è il più grande, è suddiviso in 10 "bolge", dove vengono puniti tutti i fraudolenti, cioè coloro che peccarono di malizia, rivolgendo l'intelligenza (dono divino) verso il male e diventando così simili al demonio stesso; per Dante, dunque, i peccati di malizia sono ancora peggiori di quelli di incontinenza e di violenza. Tali anime punite sono, in ordine, i seduttori (insieme ai ruffiani), gli adulatori, i simoniaci (cioè coloro che vendono beni spirituali, "usurpando" così Dio, unico dispensatore di tali beni), gli indovini (insieme ad astrologi e streghe), i barattieri, gli ipocriti, i ladri, i consiglieri di frode, i seminatori di scandali e scismi (tra cui Maometto) e i falsatori di metalli, monete, persone e parole.
Infine, nella parte più profonda dell'Inferno si trovano, nel IX Cerchio, i traditori, suddivisi in 4 zone: nella Caina vengono puniti i traditori dei parenti, nella Antènora i traditori della patria, nella Tolomea i traditori degli ospiti ed infine nella Giudecca i traditori dei benefattori, ossia coloro hanno commesso il peccato peggiore e che scontano la loro pena completamente sommersi nelle acque ghiacciate di Cocito (mentre vengono direttamente maciullati dalle fauci di Lucifero stesso Giuda Iscariota, Bruto e Cassio, il primo traditore della Chiesa e gli altri due dell'Impero). Tutte le pene infernali sono regolate dalla cosiddetta "legge del contrappasso", che impone una pena simmetrica od opposta al peccato commesso (dal latino contrae patior).
L'"Inferno" di Dante propone, tematicamente, tutta la dottrina teologica e filosofica cristiana, ovvero la dannazione per propria colpa, e non per castigo divino, l'eternità e l'immutabilità delle pene, poiché Dio non può contraddire la propria Giustizia (cioè Sé stesso) ed infine la necessità di tali pene eterne: un'anima fuor dalla Grazia di Dio, infatti, non potrebbe stare al Suo cospetto senza soffrire immensamente per la propria mostruosità, né potrebbe essere totalmente annichilita, poiché "renderla nulla" le costerebbe un dolore ancor peggiore. L'Inferno, inoltre, come il Purgatorio e il Paradiso, vengono presentati anche come dimensioni attuali e percepibili (seppur invisibili) nell'uomo vivente stesso: il dannato, dunque, è colui che si esclude da solo dalla vera felicità, che risiede solo in Dio, e dunque nell'eternità.

#### L'Inferno secondo John Milton
A differenza di Dante, Milton non credeva in inferno o paradiso, la sua descrizione è puramente poetica. Come Thomas Hobbes, Isaac Newton e John Locke, Milton ha ammesso solo una resurrezione e il Giudizio Universale alla fine dei tempi.

L'Inferno è stato descritto e mostrato anche nell'opera del poeta inglese John Milton "Paradiso perduto" ("Paradise Lost", 1667). Egli narra la caduta di Satana/Lucifero, dalla cui stessa iniquità nacque l'Inferno, per volontà divina: Dio stesso, dunque, dispose la creazione di un luogo di eterna e totale oscurità e sofferenza, nel quale poter esiliare gli angeli ribelli, che per Sua volontà non annichilì. La descrizione che Milton dà dell'Inferno è una delle più spaventevoli ed impressionanti della letteratura e dell'immaginario poetico: 
(John Milton, "Paradiso Perduto", libro I, vv. 59-69)

Milton, tuttavia, ispirato dal poema di Dante e influenzato dalla teologia cristiana, non dà una semplice visione poetica e metafisica dell'Inferno, ma anch'esso dichiara la dimensione infernale anche come una dimensione spirituale nell'uomo. Infatti, il "suo" stesso Satana, dice: 
(John Milton, "Paradiso Perduto", libro IV, vv. 76-78)
 Dunque, l'Inferno di Milton è nell'anima, prima che nella sfera metafisica, anzi, la sfera metafisica stessa è nell'anima.

## Culti nordeuropei

### Europa del Nord
Nella Mitologia norrena il regno degli Inferi è Hel, da cui deriva la parola inglese Hell (inferno) e tedesca Hölle. Hel è anche il nome della dèa che governa questo regno popolato di spettri tremanti di morti senza onore. Le più frequenti cause di disonore erano il morire di malattia o carichi di anni nel loro letto anziché cadere da valorosi sul campo di battaglia. Allo stesso modo l'Inferno ospita chi ha rotto un voto solenne.
La dea Hel è figlia di Loki, dio dell'inganno, e di Angrboða, la più terribile delle furie. Hel porta nel mondo dei vivi dolore e disperazione e lei stessa è dipinta come una donna normale per metà e con metà del corpo in putrefazione o cianotica.
Hel è un luogo squallido, costituito da una stanza gigantesca, e diversamente dalle altre rappresentazioni è gelido, freddo, buio: vi si accede attraverso una caverna, Gnipahellir, dove vive un gallo nero, che canterà un giorno la fine del mondo con la sua orrenda voce. È in fondo alla scala di ordine dell'universo giacendo al di sotto del terzo livello di Yggdrasill, vicino a Hvergelmir e Náströnd. È dubbio se Hel e Niflheimr siano due regni distinti o siano in qualche modo uno parte dell'altro o addirittura sinonimi dello stesso luogo di dannazione.
Hel è descritto come un luogo il cui soffitto è intessuto di serpi che versano veleno sui sottostanti fiumi di sangue in cui nuotano le anime dannate che hanno solo urina di capra per spegnere la sete. Tutt'intorno al reame di Hel scorre il fiume Gjöll, le cui acque congelano all'istante e sono invase da coltelli taglienti. Un solo ponte attraversa il fiume, guardato a vista dalla gigantessa Móðguðr: se un vivo passa sul ponte esso risuona come se a passarlo fossero in mille, ma l'anima di un dannato non vi farà alcun suono. Il palazzo di Hel è chiuso da porte di ferro e cinto da alte mura, che racchiudono i suoi sinistri abitanti: la sala del trono è il Dolore, la mensa la Carestia, il letto di Hel è lo Sfinimento e la Malattia, e così via. Nel palazzo di Hel abitano tutte le sventure che affliggono l'umanità.

## Culti orientali e indorientali
Molti culti orientali indicano come via virtuosa la via della fede in un principio di equilibrio da cui deriva la pace rispetto al tormento illusorio delle cose umane. I connotati di questo equilibrio variano lievemente da un credo all'altro, tuttavia in tutti il mancato equilibrio costituisce la perversione che porta alla condizione di inferno. In tanta spiritualità va notato che gli inferi mantengono una connotazione "tangibile" e tangibili sono le sofferenze e i demoni che tormentano le anime.

### Induismo
Nell'induismo antico e nel suo complicatissimo pantheon, l'inferno è il mondo sotterraneo, regno di Taraka, il demone tentatore che semina il dubbio, la furia distruttrice e l'odio nel tentativo di far cadere gli dei dal cielo.
Taraka viene vinto in una battaglia cosmica dagli sforzi di Aranyani, il Dio generato grazie all'aiuto di Parvati, sposa di Siva. Per correre in aiuto degli dei, che stanno per soccombere Parvati beve il sangue di Taraka, che genera un demone per ogni goccia che tocca e corrompe la terra. Taraka non può generare altre orde di demoni che vengano in suo aiuto ed è vinto, ma Paravati resta intossicata dal suo sangue malvagio ed esce di senno. Diviene la terribile Kālī e corre sulla terra seminando morte e distruzione ovunque. Viene fermata da Siva che si finge da lei ucciso e la scuote dalla furia grazie all'amore e al rimorso.
L'inferno è quindi la condizione di sudditanza a Taraka: l'anima dannata è vittima dei demoni da lui generati e patisce un misto di tormenti fisici e di conseguenze metafisiche. Taraka, infatti, che causa dubbio contro la Trimurti (le tre divinità Brahmā, Śiva e Visnù), e quindi contro l'unicità e verità dell'Uno, il Brahman. Ne consegue devastazione insensata, odio che si contrappone all'amore tra uomo e donna e alla generazione di nuova vita.
È estremamente difficile, e presumibilmente del tutto inappropriato, tracciare una linea di confine netta tra divinità buone con comportamenti sempre encomiabili e divinità malvagie dal comportamento sempre malvagio nel Pantheon indù, così come è consueto per chi è cresciuto in una cultura improntata al monoteismo abramico e alle sue religioni. Nell'economia filosofico-teologica Indù il male è il non riconoscere l'unica realtà possibile, l'unica verità contro l'illusione: Il Brahaman. Il cammino che porta a questo è lungo e tutti, uomini e dei, sono coinvolti e talvolta travolti da questa lotta tra menzogna e verità. L'allontanamento dalla verità del Brahaman costituisce l'inferno in sé e per sé, al di là che Traka sia la sua divinità. Si noti, semplicemente a titolo di esempio, che Parvati è la più adorata delle varie divinità indiane, ma in quasi in ogni villaggio e città gode di un tempio in cui è adorata come Kali, adorna della corona di mani e teste mozzate con cui danzò vittoriosa, selvaggia e devastatrice sul campo di battaglia in cui aveva aiutato a sconfiggere Taraka il demonio e restaurato l'ordine divino delle cose. Il male è sconfitto dal bene e lo corrompe nuovamente, per esserne vinto ancora.

### Buddismo
Spesso tradotti, utilizzando una terminologia tratta da altre religioni, come "inferno buddista" o "purgatorio", i Naraka si differenziano dagli inferni delle religioni abramitiche sotto vari aspetti: i condannati non sono giudicati da una entità esterna e superiore, ma vi si trovano per la legge del karma, vista come un principio di causa-effetto dall'inesorabilità meccanica; i Naraka non sono eterni ma condizionati e la pena stessa è, per ferocia e durata, sempre limitata (per quanto temporalmente enorme) e commisurata all'azione compiuta; i Naraka possono essere considerati sia come luoghi fisici che come stati mentali.

### Taoismo
Il reame dei morti nella mitologia cinese è il Feng Du (酆都城; pronuncia: 'fendù'). Similmente alla visione Buddista l'Inferno Cinese è situato in una montagna, la Fengdu. È governato dal Re degli Inferi Yan Luo Wang ed è costituito da un labirinto multilivello di stanze, ognuna preposta a giudicare un tipo di peccato: in una l'omicidio, in un'altra l'adulterio e così via. L'Inferno taoista è un regno stratificato, che rispecchia la visione in classi della società cinese e che si regge sul principio di giudici che governano in modo retto e terribile. Vi sono numerosi Dei, a capo dei diversi livelli dell'Inferno, e su entrambe le tradizioni sono discordi in quanto a natura e numero: si va dai 3-4 livelli sino a 10 ed in alcune leggende persino 18. Ciò in cui le descrizioni concordano, e che avvicina la concezione cinese a quella cristiana medioevale, è la natura dei tormenti inflitti dai demoni: corpi nudi di uomini e donne, segati in due, costretti a salire su alberi pieni di lame affilate, decapitati. Questi aspetti tanto cruenti erano spesso rappresentati con dovizia di particolari scioccanti dai monaci e causavano forti resistenze tra i Confuciani. Questi ritenevano che il metodo non offrisse esempi morali da seguire e fosse utile solo a scandalizzare chi già avrebbe tenuto un comportamento retto, mentre ben difficilmente i criminali si sarebbero fatti dissuadere da semplici racconti. Tuttavia, come già nel Buddismo, nel taoismo l'Inferno è molto più simile al concetto occidentale di Purgatorio, che a quello di Inferno vero e proprio. La condizione infernale, infatti, non è permanente e le preghiere dei vivi possono aiutare i morti a passare i vari stadi di purificazione e liberarsi. Terminati i tormenti ed espiati i propri peccati, infatti, all'anima viene data la Coppa dell'Oblio da Meng Po. Viene quindi rispedita nel mondo dei vivi per una nuova reincarnazione: vivrà nuovamente e dovrà, naturalmente, dimostrare di perseguire la Via del Tao (la virtù) per giungere alla perfezione e divenire un immortale.

## Nella satira
L'inferno è anche frequente oggetto di satira, considerato spesso negli ambienti non religiosi come uno spauracchio usato dalle caste sacerdotali religiose per tenere in stato di sudditanza i fedeli.

L'inferno è un'invenzion de preti e ffrati

pe ttirà nne la rete li merlotti,

ma nnò cquelli che ssò spreggiudicati.»

L'inferno è un'invenzion di preti e frati

per tirar nella rete i sempliciotti,

ma non quelli che son spregiudicati.»
(Giuseppe Gioacchino Belli, sonetto n. 1253, Er bùscio de la chiave, 29 aprile 1834)

### Greci e Romani
- Omero, "Odissea"
- Publio Virgilio Marone, "Eneide"
- Cicerone, De natura deorum
- Károly Kerényi, "Gli dèi e gli eroi della Grecia", Il Saggiatore, Milano 2001
- Angela Cerinotti, "Atlante dei miti dell'antica Grecia e di Roma antica", Il Sapere, Verona 1998

### Cristianesimo
- "Vangelo secondo Matteo", "Sacra Bibbia"
- "Vangelo secondo Marco", "Sacra Bibbia"
- Dante Alighieri, "Divina Commedia", "Inferno"
- Hans Urs von Balthasar, Sperare per tutti e Breve discorso sull'inferno, Jaca Book, 2017
- John Milton, "Paradise Lost" ("Paradiso Perduto"), 1667

### Studi generali
- Alan E. Bernstein, The Formation of Hell: Death and Retribution in the Ancient and Early Christian Worlds, Ithaca, Cornell University Press, 1993.
- Herbert Vorgrimler, Storia dell'Inferno, Città di Castello, Odoya, 2010.

### Rappresentazioni cinematografiche
- Al di là dei sogni